# ATP Challenger San Ramon
Das ATP Challenger San Ramon (offiziell: San Ramon Challenger) war ein Tennisturnier, das einmalig 1978 in San Ramon, Kalifornien, stattfand. Es gehörte zur ATP Challenger Tour und wurde im Freien auf Hartplatz gespielt.

## Liste der Sieger

### Einzel
| Jahr | Sieger       | Finalgegner  | Ergebnis |
| ---- | ------------ | ------------ | -------- |
| 1978 | Tim Wilkison | Bruce Manson | 7:6, 6:1 |

### Doppel
| Jahr | Sieger                       | Finalgegner                 | Ergebnis      |
| ---- | ---------------------------- | --------------------------- | ------------- |
| 1978 | Marcelo Lara John Whitlinger | Rick Fisher Erik van Dillen | 6:3, 3:6, 7:6 |